# Dubbele krukasmotor
Een dubbele krukasmotor is een zuigermotor waarbij aan de zuiger(s) twee drijfstangen zijn bevestigd die elk op een eigen krukas zitten. 
De voordelen hiervan zijn: geen leibaankrachten en dus minder slijtage en minder wrijving en een perfecte balans doordat de krukassen tegengesteld draaien. Doordat de balansas(sen) daardoor vervallen is de constructie ook nog lichter. De dubbele krukasmotor levert ca. 5% meer vermogen bij hetzelfde toerental en kan 40 % meer toeren maken. Dit levert echter niet 40 % meer vermogen op, omdat de doorlaat van de kleppen een beperkende factor is. 